# كأس الصين 2018
بطولة كأس الصين الدولية لكرة القدم 2018 (بالانجليزية:The 2018 Gree China Cup International Football Championship) هي النسخة الثانية لكأس الصين، وهي بطولة دولية لكرة القدم تقام في الصين سنوياً. تم لعبها من 22 مارس إلى 26 مارس 2018 في ناننينغ ، قوانغشي ، الصين .

## الفرق المشاركة
- ويلز
- أوروغواي
- جمهورية التشيك
- الصين (المضيف)

## الحكام
- كريس بيث
- محمد امير عدوان يعقوب
- سعود علي العدبة
- سلمان احمد الفلاحي

الحكام المساعدون
- جورج لاكريندس
- محمد بن زينل
- جمعة البوراشد
- محمد دهرمان